# Alain Touchagues
Pas d'image ? Cliquez ici

a Compétitions nationales et continentales officielles uniquement.

b Matchs officiels uniquement.
Alain Touchagues, né le 16 janvier 1958 à Perpignan et mort le 19 novembre 1990 à Montpellier, est un ancien joueur de rugby à XIII français évoluant au poste d'arrière.
Son passage à Perpignan (XIII Catalan) est marqué par un titre de Championnat de France en 1979 et de Coupe de France en 1980. Ses performances en club lui ont ouvert les portes de la sélection française pour une unique sélection en 1979 en Coupe d'Europe des nations de rugby à XIII 1979 où il inscrit les 6 points français (3 pénalités). Il décide de mettre un terme à sa carrière de haut niveau pour se consacrer à son entreprise d'électricité à 23 ans.

## Palmarès

### En club
- Collectif :
  - Vainqueur du Championnat de France : 1979 (XIII Catalan).
  - Vainqueur de la Coupe de France : 1980 (XIII Catalan).
  - Finaliste du Championnat de France : 1981 (XIII Catalan).